# Interstate 60
Den här artikeln behandlar en film, eftersom det inte finns någon väg som heter Interstate 60, för mer info se Interstate Highway System
Interstate 60 är en amerikansk film från 2002, skriven och regisserad av Bob Gale.

## Handling
Neal Oliver har svårt att finna sin plats i livet, han jobbar på ett lager och drömmer om att bli konstnär men det stora genombrottet låter vänta på sig. Hans självupptagna pappa vill att sonen ska gå i sin fars fotspår och bli jurist men Neal tvekar. När han fyller år och familjen äter på restaurang får Neal chansen att önska sig något och han säger då att han önskar sig ett svar på vad som är meningen med livet. När han och resten av familjen lite senare går ut för att titta på bilen Neal fått i present faller en hink rakt på huvudet på Neal, som blir medvetslös. När han sedan vaknar upp på sjukhuset börjar en road trip på den mystiska Interstate 60, en väg som inte existerar, vars syfte är att Neal ska få sin önskan uppfylld. Under resans gång stöter Neal på olika människor och problem. 

## Roller (urval)
- James Marsden - Neal Oliver
- Gary Oldman - O.W. Grant
- Amy Smart - Lynn Linden
- Christopher Lloyd - Ray
- Chris Cooper - Mr. Cody
- Michael J Fox - Mr. Baker
- Chris Cooper - Bob Cody